# 摩西之井

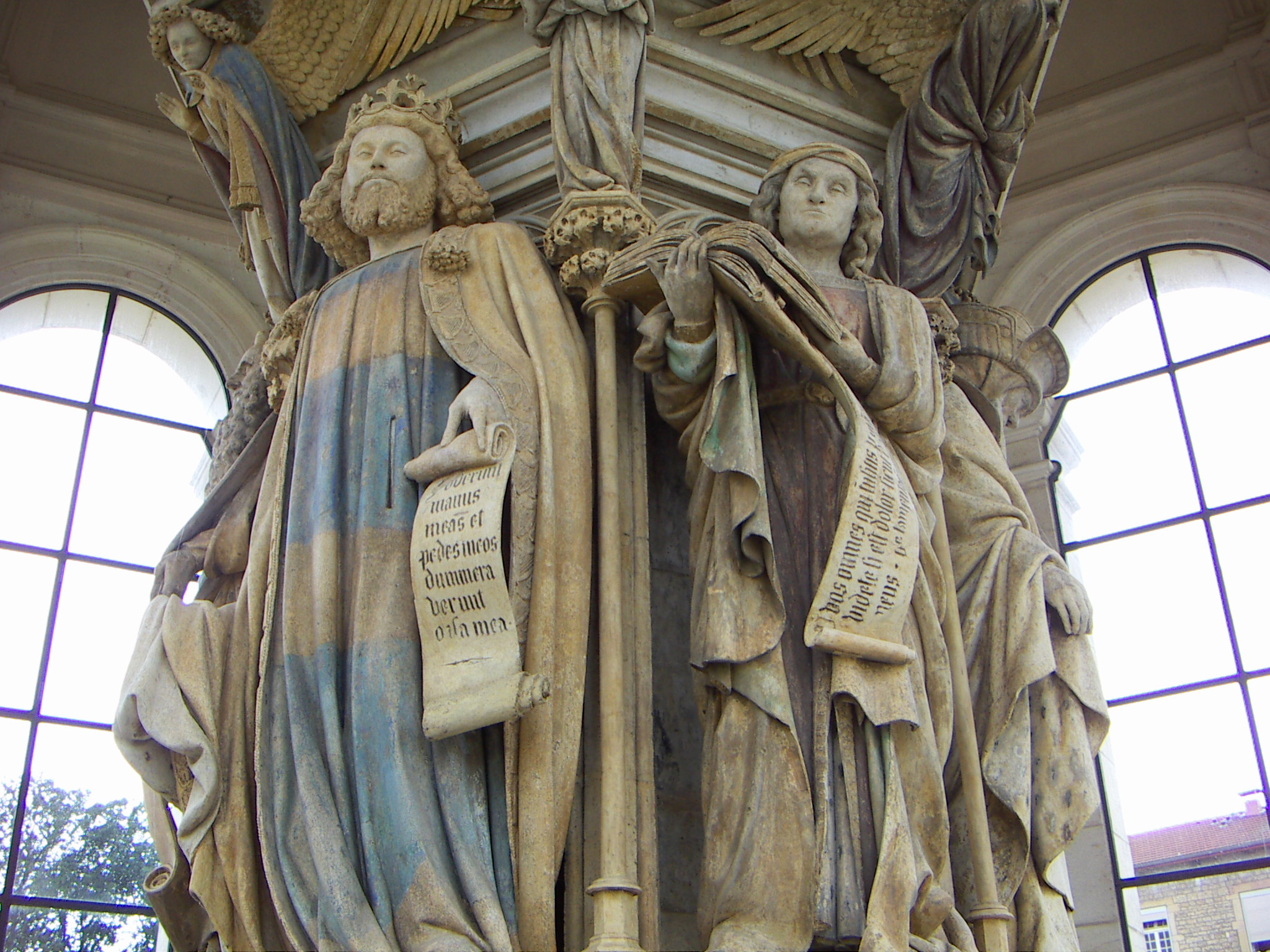
“摩西之井”的大卫和耶利米

摩西之井（法语：Puits de Moïse）是一个巨大的雕塑，被认定为荷兰艺术家克勞斯·斯呂特 (1340-1405/6) 的杰作。它是由斯呂特及其工作室创作于1395年至1403年，位于勃艮第首都第戎（现在属于法国）郊外的卡尔特修道院，勃艮第公爵 勇敢的菲利普的安葬地点。
这件作品规模宏大，风格结合了优雅的国际哥特式与北方的写实主义，中心是十字架上的基督，周围环绕着六个先知：摩西、大卫、耶利米、撒迦利亚，但以理和以赛亚，还有六名哭泣的天使。
这件作品当时位于修道院的中央庭院，上部后遭天气因素损坏。1791年法国大革命时期进一步遭到损坏。基督受难像只有残存的头部和躯干部，收藏于第戎考古博物馆。雕塑的六角形底座保存至今，游客可以看到。